# Les Souhesmes-Rampont
Les Souhesmes-Rampont és un municipi francès situat al departament del Mosa i a la regió del Gran Est. L'any 2007 tenia 318 habitants.

## Demografia

### Població
El 2007 la població de fet de Les Souhesmes-Rampont era de 318 persones. Hi havia 120 famílies, de les quals 21 eren unipersonals (4 homes vivint sols i 17 dones vivint soles), 37 parelles sense fills, 58 parelles amb fills i 4 famílies monoparentals amb fills.
La població ha evolucionat segons el següent gràfic:
Habitants censats

### Habitatges
El 2007 hi havia 135 habitatges, 120 eren l'habitatge principal de la família, 3 eren segones residències i 12 estaven desocupats. Tots els 135 habitatges eren cases. Dels 120 habitatges principals, 107 estaven ocupats pels seus propietaris, 10 estaven llogats i ocupats pels llogaters i 3 estaven cedits a títol gratuït; 9 tenien tres cambres, 21 en tenien quatre i 90 en tenien cinc o més. 95 habitatges disposaven pel capbaix d'una plaça de pàrquing. A 49 habitatges hi havia un automòbil i a 62 n'hi havia dos o més.

### Piràmide de població
La piràmide de població per edats i sexe el 2009 era:
| Homes | Edats   | Dones |
| ----- | ------- | ----- |
| 0     | 95 o +  | 0     |
| 0     | 90 a 94 | 0     |
| 0     | 85 a 89 | 4     |
| 0     | 80 a 84 | 0     |
| 4     | 75 a 79 | 4     |
| 4     | 70 a 74 | 4     |
| 0     | 65 a 69 | 4     |
| 16    | 60 a 64 | 4     |
| 4     | 55 a 59 | 4     |
| 16    | 50 a 54 | 16    |
| 16    | 45 a 49 | 16    |
| 24    | 40 a 44 | 20    |
| 4     | 35 a 39 | 0     |
| 0     | 30 a 34 | 8     |
| 12    | 25 a 29 | 8     |
| 16    | 20 a 24 | 8     |
| 32    | 15 a 19 | 16    |
| 4     | 10 a 14 | 8     |
| 16    | 5 a 9   | 4     |
| 0     | 0 a 4   | 4     |

## Economia
El 2007 la població en edat de treballar era de 212 persones, 169 eren actives i 43 eren inactives. De les 169 persones actives 161 estaven ocupades (91 homes i 70 dones) i 7 estaven aturades (1 home i 6 dones). De les 43 persones inactives 9 estaven jubilades, 20 estaven estudiant i 14 estaven classificades com a «altres inactius».

### Ingressos
El 2009 a Les Souhesmes-Rampont hi havia 131 unitats fiscals que integraven 330 persones, la mediana anual d'ingressos fiscals per persona era de 18.761 €.

### Activitats econòmiques
Dels 14 establiments que hi havia el 2007, 4 eren d'empreses de fabricació d'altres productes industrials, 5 d'empreses de construcció, 1 d'una empresa de comerç i reparació d'automòbils, 3 d'empreses de transport i 1 d'una empresa classificada com a «altres activitats de serveis».
Dels 6 establiments de servei als particulars que hi havia el 2009, 1 era un taller de reparació d'automòbils i de material agrícola, 2 fusteries i 3 lampisteries.
L'any 2000 a Les Souhesmes-Rampont hi havia 15 explotacions agrícoles que ocupaven un total de 1.177 hectàrees.

## Poblacions més properes
El següent diagrama mostra les poblacions més properes.